# Pic de Troumouse
Pic de Troumouse – szczyt górski w Pirenejach Centralnych, na granicy Francji (departament Pireneje Wysokie) i Hiszpanii (Huesca). Stoki po francuskiej stronie znajdują się w Parku Narodowym Pirenejów. 
Pierwszego wejścia dokonali Peytier i Hossard w 1825 roku.